# Knut Johan Montelius
Knut Johan Montelius, född 26 april 1852 i Stockholm, död 1923, var en svensk präst och psalmförfattare,. Från 1893 var han sekreterare i Evangeliska fosterlandsstiftelsen och redaktör för dess tidning Budbäraren 1900–1920.

## Psalmer
- Den stunden i Getsemane, översättning från engelska Finns på Wikisource.
- Herren av himlen är kommen till jorden, bearbetad 1906